# 橘美里
橘 美里（たちばな みさと、1988年3月10日 - ）は、日本の女優。京都府出身。テンカラット所属。